# 닛산 디젤 스페이스 러너 JP

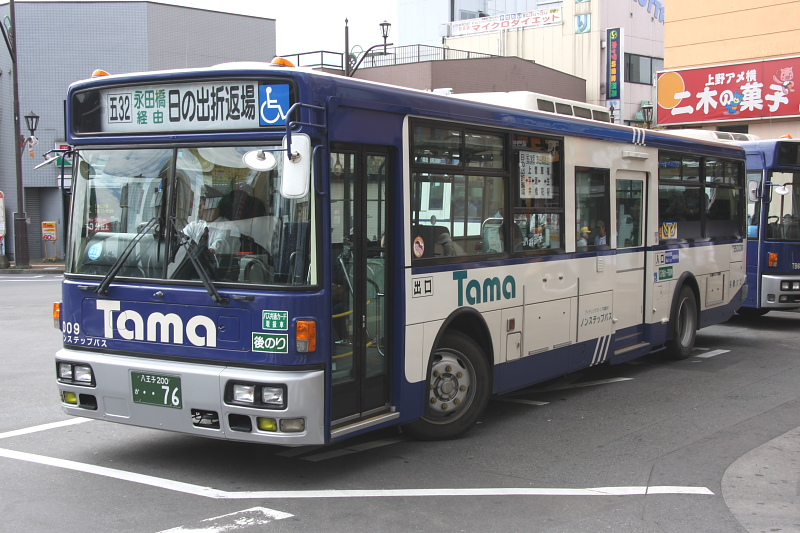
닛산 디젤 스페이스 러너 JP

닛산 디젤 스페이스 러너 JP(영어: Nissan Diesel Space Runner JP, 일본어: 日産ディーゼル・スペースランナー JP 닛산 디이제루 스페에스란나아 제에피이[*])는 일본 닛산 디젤 (현, UD트럭)이 만든 저상버스로 1992년부터 2010년까지 생산했다.

## 개요
1992년에 기존 모델인 JM 모델의 차대 및 바디를 연장하고 일본 최초의 중형급 저상버스 모델이 출시되었다. 생산 초기에 서일본 차체 공업에서 제작했고 바닥 구조는 저상버스 유형이다.
1994년부터 형식 인증 및 양산화를 시작으로 1999년에 에어 서스펜션 사양 원스텝 차량과 논스텝 차량이 추가로 구성되면서 저상버스 표준 모델로 자리 매김한 계기 표준 차체의 18인치 차량도 출시되었다. 훗날 히노 HR, 미쓰비시후소 MK 모델에 영향을 미치게 되었다.
2004년에 마이너 체인지로 리프스프링 서스펜션 차량 생산이 중단되었고 에어 서스펜션 차량의 모델로 통합되었다. 같은 해 노선 사양 자동차 브랜드 통합에 따라 닛산 디젤 스페이스 러너 JP로 명칭이 변경되었다. 배출가스 규제 대응에 따라 초기에 히노 자동차에서 엔진을 공급 받았으나 이후 미쓰비시후소트럭 버스와 업무 제휴 개시를 하면서 엔진과 완성차의 경우 미쓰비시후소트럭 버스에서 OEM 공급을 시작했다.

## 세부 정보

### U-JM210GTN
1992년 10월 25일에 서일본 철도 기타큐슈 선 일부 구간이 폐선되면서 서일본 철도는 해당 구간을 대체하기 위해 이 차량을 도입했다. 당시
닛산 디젤 (현, UD트럭)과 서일본 차체 공업에서 공동으로 개발된 차량으로 U-JM210GTN형 모델을 기반으로 설계되었다. 엔진은 FE6T형이 탑재되었고 차체 전후 2개로 분리되었고 중간에 연장부를 끼워 다시 연결해 길이를 10.5m로 확대했다. 또한 비상구가 우측 중앙부에 배치되었고 리프스프링 서스펜션이 채택되었다.

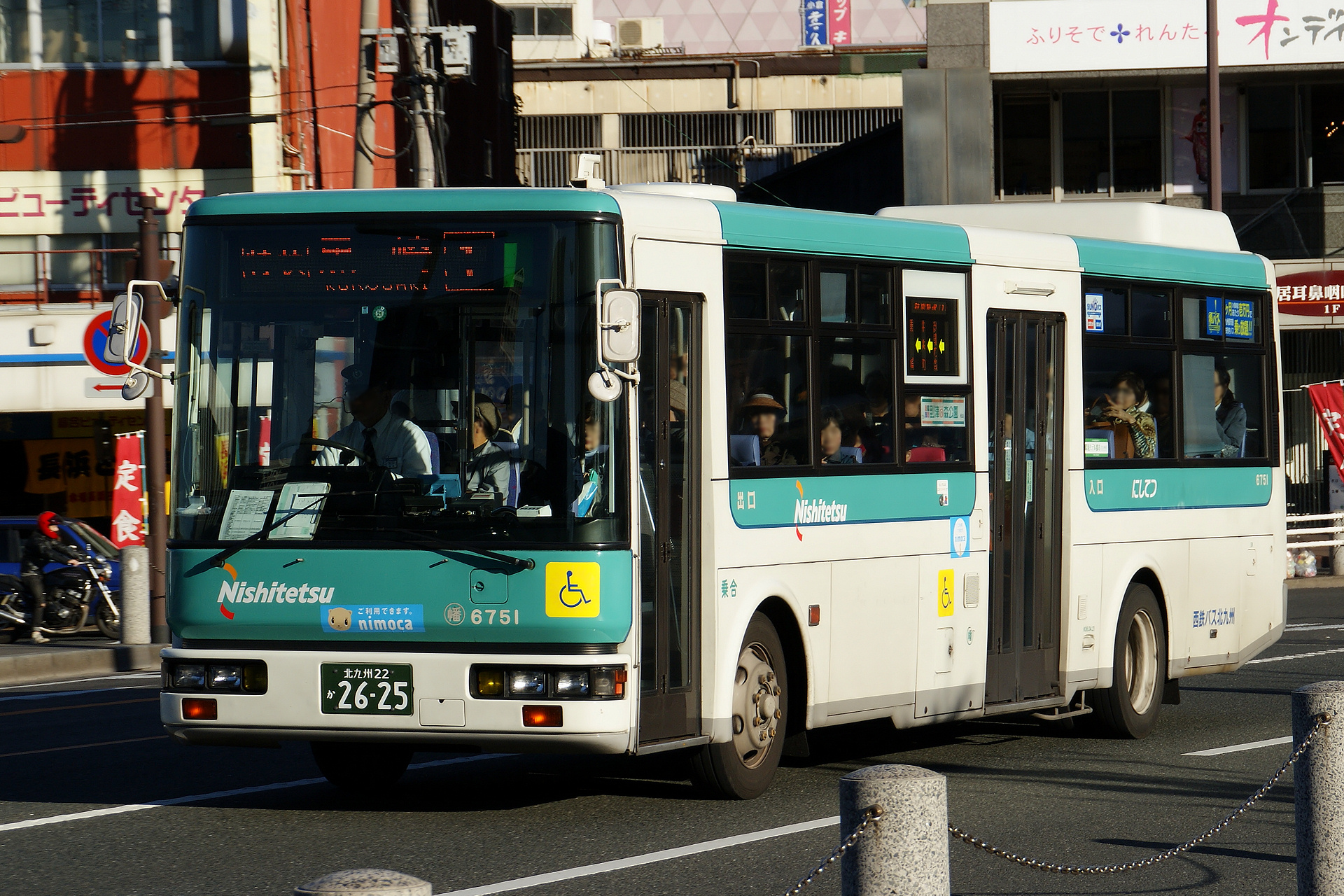

### U-JP211NTN
1994년 출시된 차량으로 생산 초기에 차체는 후지중공업 (현, 스바루)에서 제작된 R18형E를 채택했다. 최초로 아키타 시 교통국에서 도입을 했으며 1995년에 게이오 전철 버스에 대량으로 도입했다. 2007년 대도시에서 운행하고 있던 해당 차량은 중고로 매각되면서 현재에 이르고 있다.

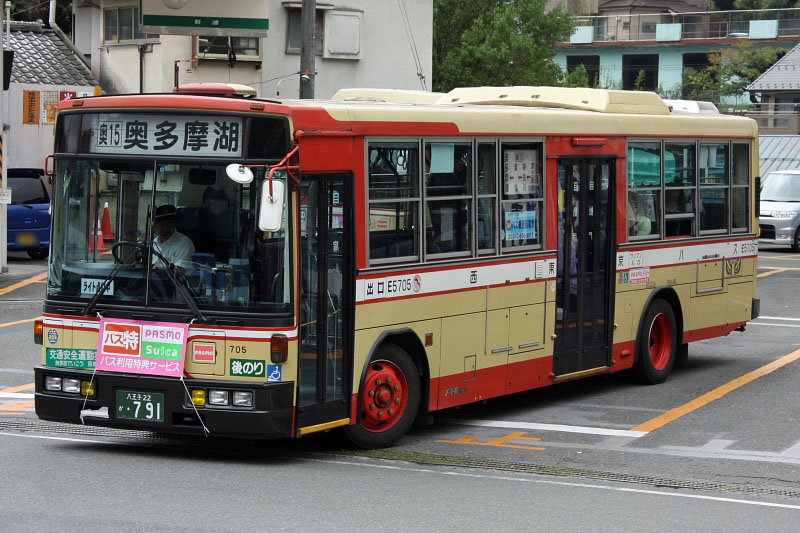
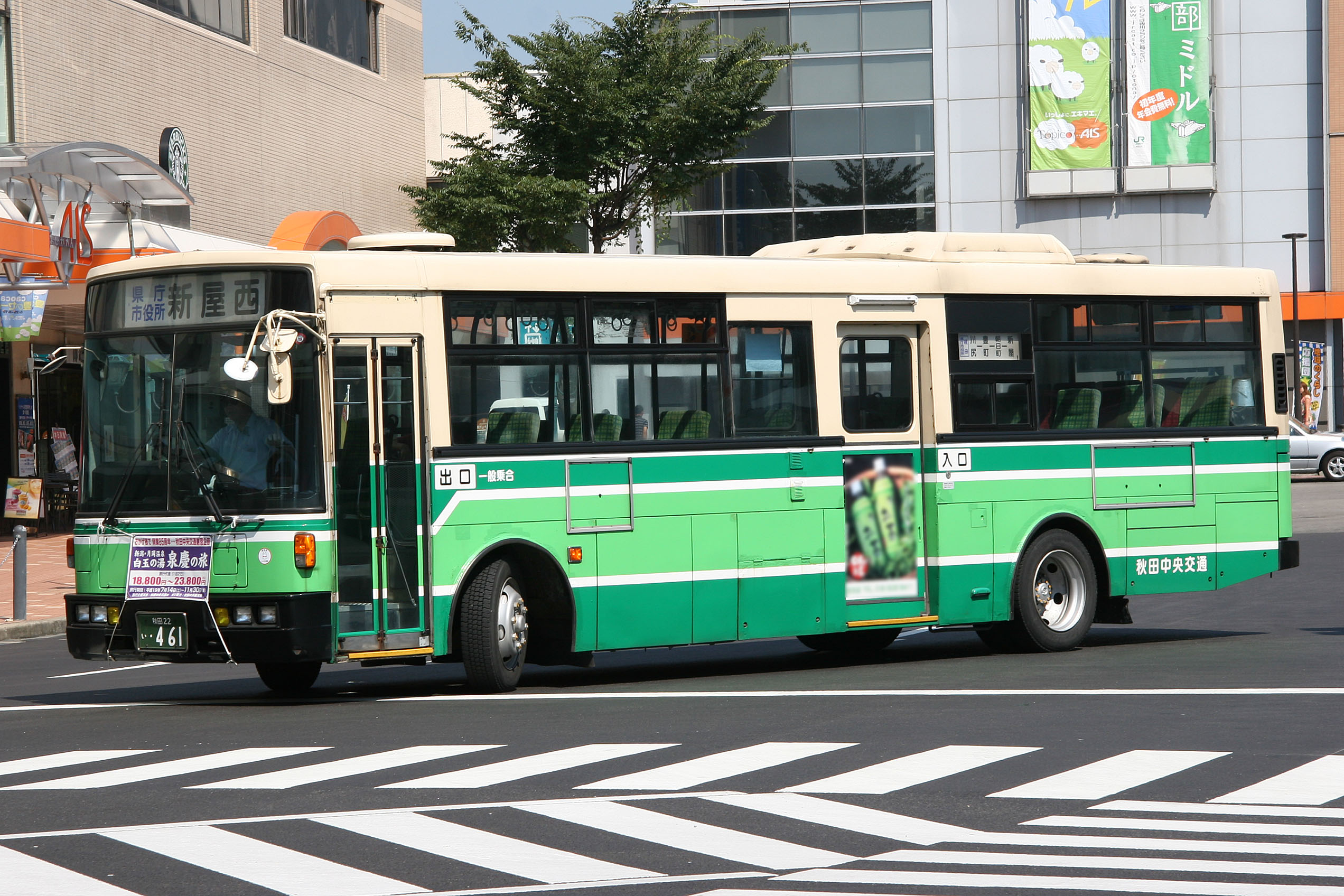

### KC-JP250
1994년 배출가스 규제 대응에 따라 1995년 8월에 출시된 모델로 엔진은 인터쿨러를 탑재한 FE6TA형이다. 차체는 후지중공업 (현, 스바루)에서 제작된 R18형E를 채택했다. 또한 칸토 버스와 요코하마 시 교통국은 단축한 차량을 제공했고 니가타 교통의 경우 대형 차량용 타이어를 장착한 특별 사양 차를 도입했다.

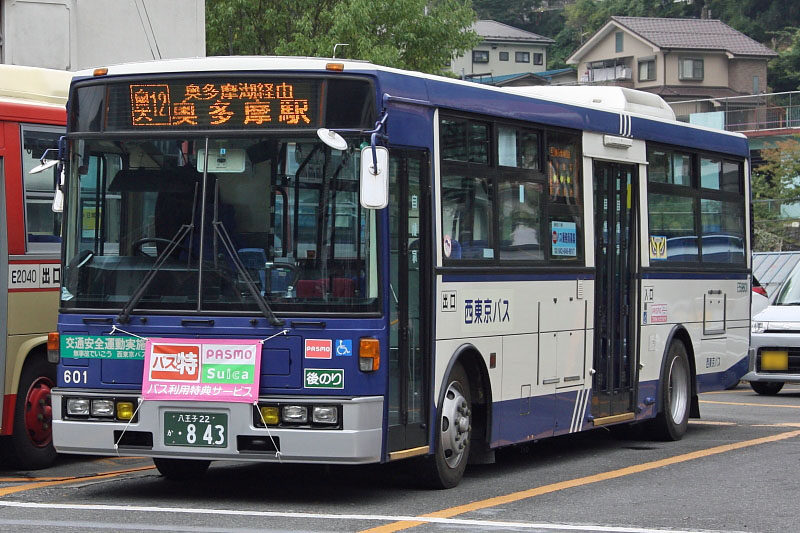

### KL-JP252
1999년 8월에 출시된 모델로 배출가스 규제 대응한 모델이다. 엔진이 개량되면서 최고 출력이 향상되었다. 또한 에어 서스펜션 사량이 추가 되었고 개조형인 KL-JP252NAN형은 바닥 높이가 33cm의 저상버스 사양을 생산했다. 모든 차량의 차체는 서일본 차체 공업에서 제작되었다.

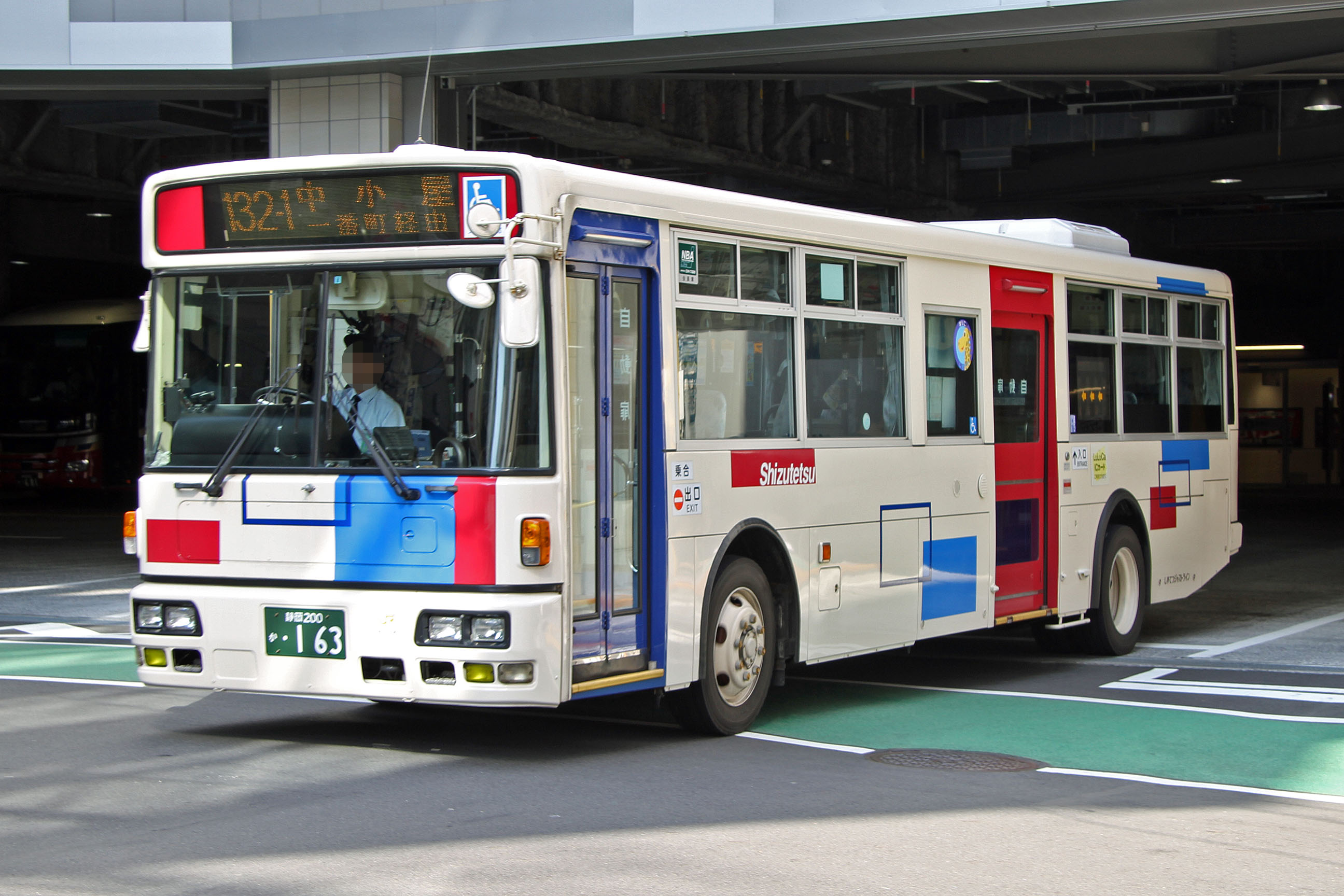

### PK-JP360
2004년 8월 26일에 출시된 차량으로 기존 10.5m의 에어 서스펜션 차량으로 단일화되면서 10.2m 차량이 단종되었다. 엔진은 히노 자동차에서 제작된 J07E-TC형을 탑재했다.

### PDG-JP820NAN
2005년 배출가스 규제 대응에 따라 2007년 12월 25일에 출시된 차량으로 배출가스 규제 대응에 따라 4개월 동안 판매가 중지 되었다가 다시 출시되었다. 미쓰비시후소트럭 버스와 업무 제휴가 시작된 모델로 차체의 경우 서일본 차체 공업에서 공급했으며 엔진의 경우 미쓰비시후소트럭 버스에서 제작된 6M60형을 탑재했다. 서일본 차체 공업의 버스 차체 제작 종료 및 해산과 동시에 2010년 8월에 후속 차종 없이 단종되었다.

## 같이 보기
- 미쓰비시후소트럭 버스
- 서일본 차체 공업
- UD 트럭
- 닛산 디젤 스페이스 애로우
- UD트럭 SLF